# The Spirit (Fiocco)
The Spirit is een single van het Belgisch muziekproject Fiocco uit 1998.
Het nummer verscheen op het album The Spirit uit 1998. Op de single stonden voorts nog volgende versies van het nummer:
2. extended vocal
3. extended instrumental
4. Chantzis Remix
5. Second version
The Spirit verbleef 21 weken in de Vlaamse Ultratop 50, van 18 oktober tot 7 maart 1998, en bereikte als hoogste positie de tweede plaats.

## Meewerkende artiesten
- Producer
  - Jan Vervloet
  - Ivo Donckers
- Muzikanten
  - Pascale Feront (zang)